# Nudo, crudo e...
Nudo, crudo e... è un film documentario del 1965, diretto da Adriano Bolzoni e Francesco De Feo.

## Trama
Film inchiesta sulle forme irregolari di molte regioni nel mondo; un viaggio attorno alla terra per scovare interessi stravaganti. Da Roma a Londra, da Honolulu a Cuba, dalla Scandinavia al Giappone.